# Blindia fastigiata
Blindia fastigiata là một loài rêu trong họ Seligeriaceae. Loài này được Mitt. mô tả khoa học đầu tiên năm 1851.